# Phalangium (planta)
- Commons
- Wikispecies

Phalangium Mill.  era um género de plantas da família Liliaceae. Agora pertencem ao gênero Camassia, família Agavaceae.

## Sinonímia
- Anthericum L.

## Espécies
- Phalangium abyssinicum
- Phalangium acuminatum
- Phalangium adenanthera
- Phalangium alatum
- Phalangium albucoides
- Phalangium algeriense
- Lista completa